# Gary Ablett Sr.

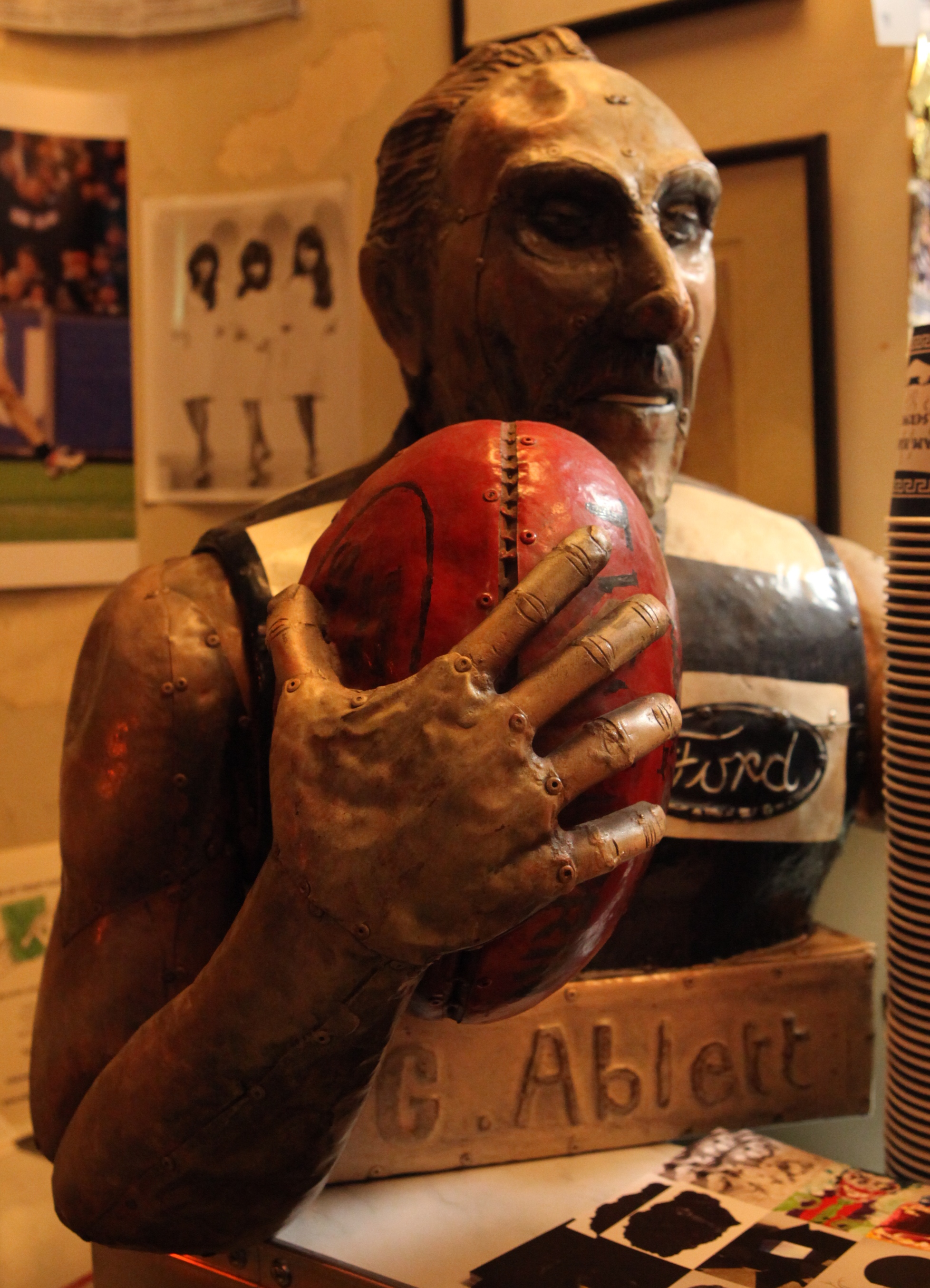
Skulptur von Gary Ablett auf einer Ausstellung für Football-Kunst

Gary Ablett Sr., vollständiger Name Gary Robert Ablett (geboren am 1. Oktober 1961 in Drouin, Victoria), ist ein ehemaliger australischer Australian-Football-Spieler, der als einer der besten Spieler der Australian Football League (AFL) gilt. Zu Abletts besonderen Fähigkeiten zählten beidfüßig den Ball 60 Meter weit schießen zu können, seine enorme Beschleunigung aus dem Stand heraus sowie seine gute Sprungfähigkeit. Sein mitreißendes Spiel brachte ihm mehrere Spitznamen ein, darunter Gazza the Great, Superman und God.
Berühmtheit erlangte er 1994 für sein Mark of the Century gegen den Collingwood Football Club auf dem Melbourne Cricket Ground, bei dem er sich über zwei Gegenspieler hinwegsetzte, seinen Körper in die Luft schraubte und dabei den Ball mit einer Hand fing.

## Laufbahn
Ablett wuchs in Latrobe Valley mit drei älteren Schwestern und vier älteren Brüdern auf, von denen bereits zwei professionell Football spielten.
Seine Karriere in der Victorian Football League (ab 1989 AFL) begann 1982 beim Hawthorn Football Club, wo er als Reservespieler an nur sechs Spielen teilnahm. 1984 unterzeichnete er einen Vertrag beim Geelong Football Club, wo er bis zu seinem Karriereende 1996 insgesamt 242 Spiele absolvierte. In seinem ersten Jahr machte er 33 Tore in 15 Spielen und wurde als „bester und fairster Spieler“ des Vereins ausgezeichnet. 1995 und 1996 diente er für die Mannschaft als Cocaptain. In seiner Zeit bei Geelong erzielte er insgesamt 1021 Tore und gilt damit als Geelongs bester Goalscorer. Außerdem gewann er Anfang der 1990er-Jahre dreimal hintereinander die Coleman Medal als bester Goalscorer der Liga. Obwohl Ablett viermal das Meisterschaftsfinale erreichte, gewann er nie einen Ligatitel, jedoch wurde er 1989 mit der Norm Smith Medal als bester Feldspieler im Finale ausgezeichnet. 1996 wurde er im AFL Team of the Century aufgestellt und 2005 in die Australian Football Hall of Fame aufgenommen.